# Lanxess
LANXESS er et tysk firma, der producerer kemikalier. Hovedkvarteret ligger i Köln og virksomheden blev grundlagt i 2004 som et spin-off og med dele af polymer-afdelingerne fra Bayer. Kerneområdet er udvikling, fremstilling og markedsføring af plastic, gummi, intermediater og finkemikalier. LANXESS er listet blandt de mest bæredygtige virksomheder på Dow Jones Sustainability Index og FTSE4Good Index. LANXESS er det niende største kemikaliefirma i Tyskland i forhold til omsætning. Fra 24. september 2012 til 21. september 2015 var selskabets aktier på DAX (pendant til det danske OMXC25) og er i dag i midcap indekset MDAX.